# Lemma von Thue
Das Lemma von Thue, bei manchen Autoren auch Satz von Thue genannt, ist ein Lehrsatz der Elementaren Zahlentheorie, eines Teilgebiets der Mathematik. Es geht auf den norwegischen Mathematiker Axel Thue zurück und spielt eine Rolle bei Untersuchungen zu diophantischen Gleichungen. Der Beweis beruht auf dem dirichletschen Schubfachprinzip.

## Formulierung des Lemmas
Thues Lemma lässt sich zusammengefasst formulieren wie folgt:
Sind eine ganze Zahl {\displaystyle l} und eine zu dieser teilerfremde positive natürliche Zahl {\displaystyle m} gegeben, so gibt es stets ein Paar {\displaystyle (x,y)} von positiven natürlichen Zahlen, welches einerseits den Ungleichungen
(U)   {\displaystyle x,y<{\sqrt {m}}}
genügt sowie andererseits mindestens eine der beiden Kongruenzrelationen
(K1)   {\displaystyle l\cdot y\equiv x{\pmod {m}}}
bzw.
(K2)   {\displaystyle l\cdot y\equiv -x{\pmod {m}}}
erfüllt.
Insbesondere gilt:
Zu einer ganzen Zahl {\displaystyle l} und einer Primzahl {\displaystyle m} , welche {\displaystyle l} nicht teilt, findet man stets ein Paar {\displaystyle (x,y)} von ganzen Zahlen, welches den Ungleichungen
(U*)   {\displaystyle 0<|x|,|y|<{\sqrt {m}}}
 genügt und zugleich die Kongruenzrelation
(K*)   {\displaystyle l\cdot y\equiv x{\pmod {m}}}
erfüllt.
Darüber hinaus gilt sogar allgemeiner:
Seien {\displaystyle l,m,u,v} ganze Zahlen und dabei {\displaystyle l} und {\displaystyle m} teilerfremd und zugleich die Ungleichungen {\displaystyle 0<u,v\leq m<u\cdot v} erfüllt.
Dann gibt es ein Paar {\displaystyle (x,y)} von ganzen Zahlen, welches den Ungleichungen {\displaystyle 0<x<u} und {\displaystyle 0<y<v} genügt und zugleich eine der beiden obigen Kongruenzrelationen Ki erfüllt.

## Folgesatz
Mit dem thueschen Lemma (und unter Zuhilfenahme des Ersten Ergänzungssatzes zum quadratischen Reziprozitätsgesetz) lässt sich ein bekannter Satz über die Darstellbarkeit gewisser Primzahlen als Quadratsummen beweisen, welcher zuerst von Leonhard Euler bewiesen wurde (jedoch auch schon Albert Girard und Pierre de Fermat bekannt gewesen sein soll):
Eine Primzahl {\displaystyle p}, welche der Kongruenzrelation {\displaystyle p\equiv 1{\pmod {4}}} genügt, hat stets eine Summendarstellung {\displaystyle p=a^{2}+b^{2}\;(a,b\in \mathbb {N} )} und diese Darstellung ist, von der Reihenfolge der beiden Summanden abgesehen, sogar eindeutig.

## Historische Anmerkung
Axel Thues Lemma geht auf eine seiner Arbeiten aus Jahre 1915 zurück. Schon im Jahre 1913 hatte ein(e) Mathematiker(in) namens L. Aubry ein verwandtes Resultat vorgelegt. Zu beiden wurde in der Folge von diversen Autoren eine Anzahl von Verallgemeinerungen geliefert.